# Percy Rodriguez
Pour les articles homonymes, voir Rodriguez.
Percy Rodrigues est un acteur canadien, né le 13 juin 1918 à Montréal (Canada), et décédé le 6 septembre 2007.  Il est quelquefois crédité sous le nom de José Rodriguez.

## Biographie
D'ascendance portugaise, José ou Percy Rodriguez est né dans une modeste maison du quartier Saint-Henri, à Montréal. Sa prestation en tant que la figure du fameux Emperor Jones d’Eugene O'Neill lui vaut le premier prix d’interprétation masculine au Festival dramatique national de 1950.
En 1955, il joue dans la pièce Cyclone de Simon Gantillon, mise en scène par Pierre Dagenais, et ne cesse par la suite d'interpréter, à la scène, à la radio et à la télévision, des œuvres dramatiques françaises ou canadiennes. Il joue en particulier le rôle de Ganawahto « l'Insondable » dans le téléroman de Guy Dufresne Kanawio.

## Filmographie
- 1952 : Le Grenier aux images (série télévisée)
- 1955 : No Longer Vanishing : narrateur (voix)
- 1956 : La Boîte à Surprise (série télévisée) : Nébulus
- 1957 : Radisson (série télévisée) : l'iroquois Chieftain
- 1957 : Honey Bees and Pollination : Narrator (voix)
- 1957-1959 : Opération-mystère (série télévisée) (série télévisée) : Oscar (robot)
- 1962-1964 : Les Enquêtes Jobidon (série télévisée) (série télévisée) : un chef de gang
- 1964 : David and Hazel: A Story in Communication
- 1964 : Trouble-fête de Pierre Patry : le policier noir
- 1964 : Carol for Another Christmas (TV) : Charles
- 1966 : Les Fusils du Far West (The Plainsman) de David Lowell Rich : Brother John
- 1966 : Mission Impossible (série télévisée) : Saison 1 épisode 7, Élections à Valéria : capitaine Tres
- 1966 : Les Mystères de l'Ouest (The Wild Wild West), (série TV) - Saison 2 épisode 7, La Nuit du Poison (The Night of the Poisonous Posey), de Alan Crosland Jr. : Brutus
- 1967 : Star Trek (série télévisée) : épisode Cour martiale : le commodore Stone
- 1967 : Mannix  (série télévisée) - Saison 1, Episode 11 (Catalogue of Sins) de Lee H.Katzin : Roy Bradley
- 1968 : Fureur à la plage (The Sweet Ride) : le lieutenant Atkins
- 1968 : The Heart Is a Lonely Hunter : Dr Copeland
- 1968 : Peyton Place (série télévisée) : Dr Harry Miles
- 1969 : Mannix  (série télévisée) - Saison 3, Episode 13 (Tooth of the Serpent) de Paul Krasny : Jim Chancellor
- 1970 : The Silent Force (en) (série télévisée) : Jason Hart
- 1970 : Mission impossible (série télévisée) : Saison 4 épisode 17 Chico : Arturo Sandoval
- 1970 : The Old Man Who Cried Wolf (TV) : Frank Jones
- 1971 : The Boy from Dead Man's Bayou (TV) : Charbout
- 1971 : The Forgotten Man (TV) : le capitaine Jackson
- 1971 : Somerset (série télévisée) : lieutenant
- 1972 : Come Back, Charleston Blue (en) de Mark Warren : Bryce
- 1972 : Le Sixième Sens (série télévisée) : le lieutenant Woods / le sergent Bruckner
- 1973 : Genesis II (TV) : Primus Isaac Kimbridge
- 1974 : Rhinocéros de Tom O'Horgan : Mr. Nicholson
- 1974 : The Legend of Hillbilly John : le capitaine Lojoie H. Desplain IV
- 1975 : The Last Survivors (TV) : Rudi Franco
- 1975 : The Lives of Jenny Dolan (TV) : Dr Laurence Mallen
- 1975 : Hugó a víziló : le père de Jorma (voix)
- 1976 : L'Étrangleur invisible (Invisible Strangler) : le capitaine Wells
- 1976 : Most Wanted (TV) : le maire Stoddard
- 1976 : Executive Suite (en) (série télévisée) : Malcolm Gibson
- 1976 : Arthur Hailey's the Moneychangers (feuilleton TV) : Nolan Wainwright
- 1977 : Enigma : Idi Ben Yousef
- 1978 : Ring of Passion (TV) : John Roxborough
- 1979 : Racines 2 (Roots: The Next Generations) (feuilleton TV) : Boyd Moffatt
- 1979 : The Night Rider (TV) : Robert
- 1980 : Galaxina : Ordric (voix)
- 1981 : Angel Dusted (TV) : Dr Kevin Hastings
- 1981 : Métal hurlant (Heavy Metal) : Loknar (voix)
- 1981 : La Ferme de la terreur (Deadly Blessing) : narrateur
- 1983 : BrainWaves : Dr Robinson
- 1983 : Mystère et bas nylon (This Girl for Hire) (TV) : Jonathan Eastman
- 1985 : The Atlanta Child Murders (feuilleton TV) : le maire Jackson
- 1986 : Captain Eo : narrateur (voix)
- 1987 : Perry Mason: The Case of the Sinister Spirit (TV) : Dr Froman, l'expert-psychiatre